# カラコロ工房

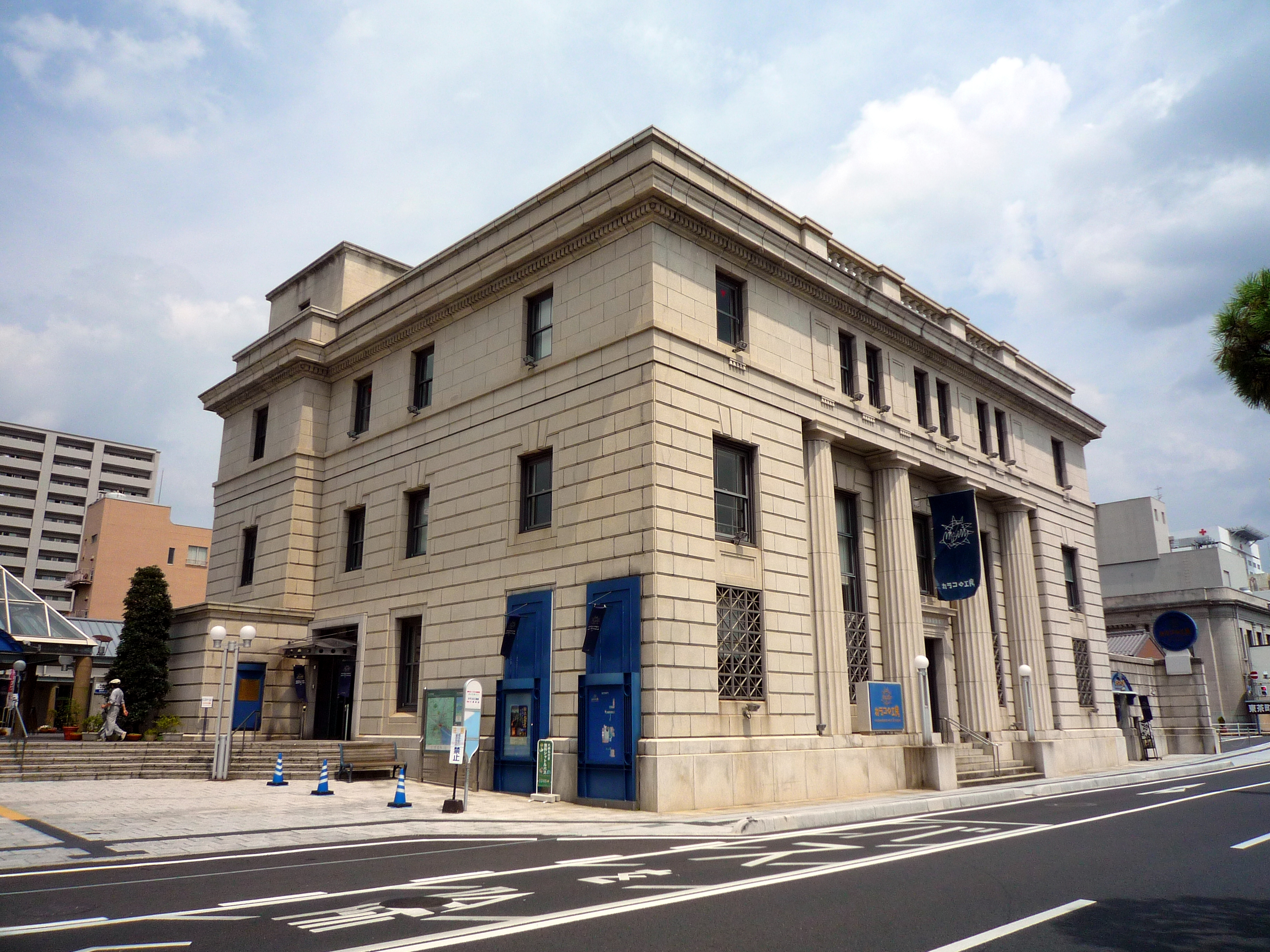
カラコロ工房（旧・日本銀行松江支店）

カラコロ工房（カラコロこうぼう、KARAKORO Art Studio）は、島根県松江市殿町43にある、旧日本銀行松江支店の建物を利用した工芸館である。2000年（平成12年）4月に開館した。
「カラコロ」とは、松江に在住していた小泉八雲が、1890年（明治23年）当時木橋であった松江大橋を、人々が下駄を履いて渡る際に響く音に深く心ひかれたことを語った文章から名付けられた。

## 概要
旧日本銀行松江支店の建物をリニューアルし、日本銀行時代の趣を多く残した形で利用されている工芸館である。施設内には製造・販売一体型の工房や、レストラン、喫茶店などの店舗が多数入居している。
ガーデンテラスや地下大金庫、教室内では、コンサートや絵画展示会、体験教室など各種イベントが開かれている。

ミニFMが置かれていたこともある。

## 沿革
- 1918年（大正7年）3月 - 日本銀行松江支店開設。開設当初は木造建築。全国本支店中15番目、中四国では広島に次いで2番目の開設。
- 1938年（昭和13年）3月 - 地下金庫の沈下等のため、現存の鉄筋コンクリート造に改築。設計は長野宇平治。
- 1981年（昭和56年）4月 - 日本銀行松江支店、松江市母衣町へ移転。
- 2000年（平成12年）4月 - カラコロ工房としてリニューアルオープン。
- 2016年（平成28年）2月 - 国の登録有形文化財に登録される[1]。

## 施設
- 3階：第1教室、第2教室、事務局
- 2階：工房
- 1階：インフォメーション、工房、飲食店、ガーデンテラス
- 地下1階：地下大金庫室（第1ギャラリー）、地下金庫室（第2ギャラリー）

## ギャラリー

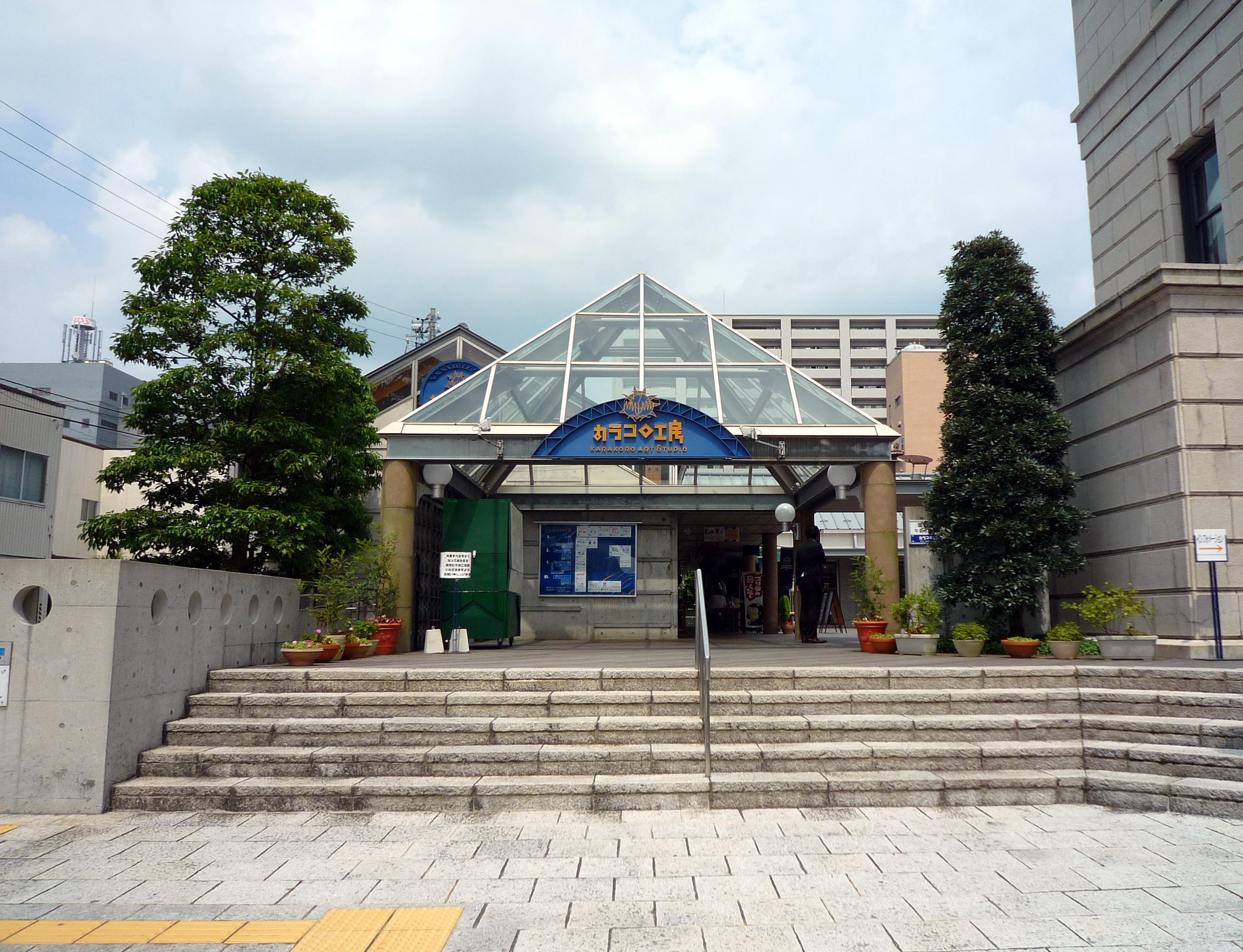
カラコロ工房入口
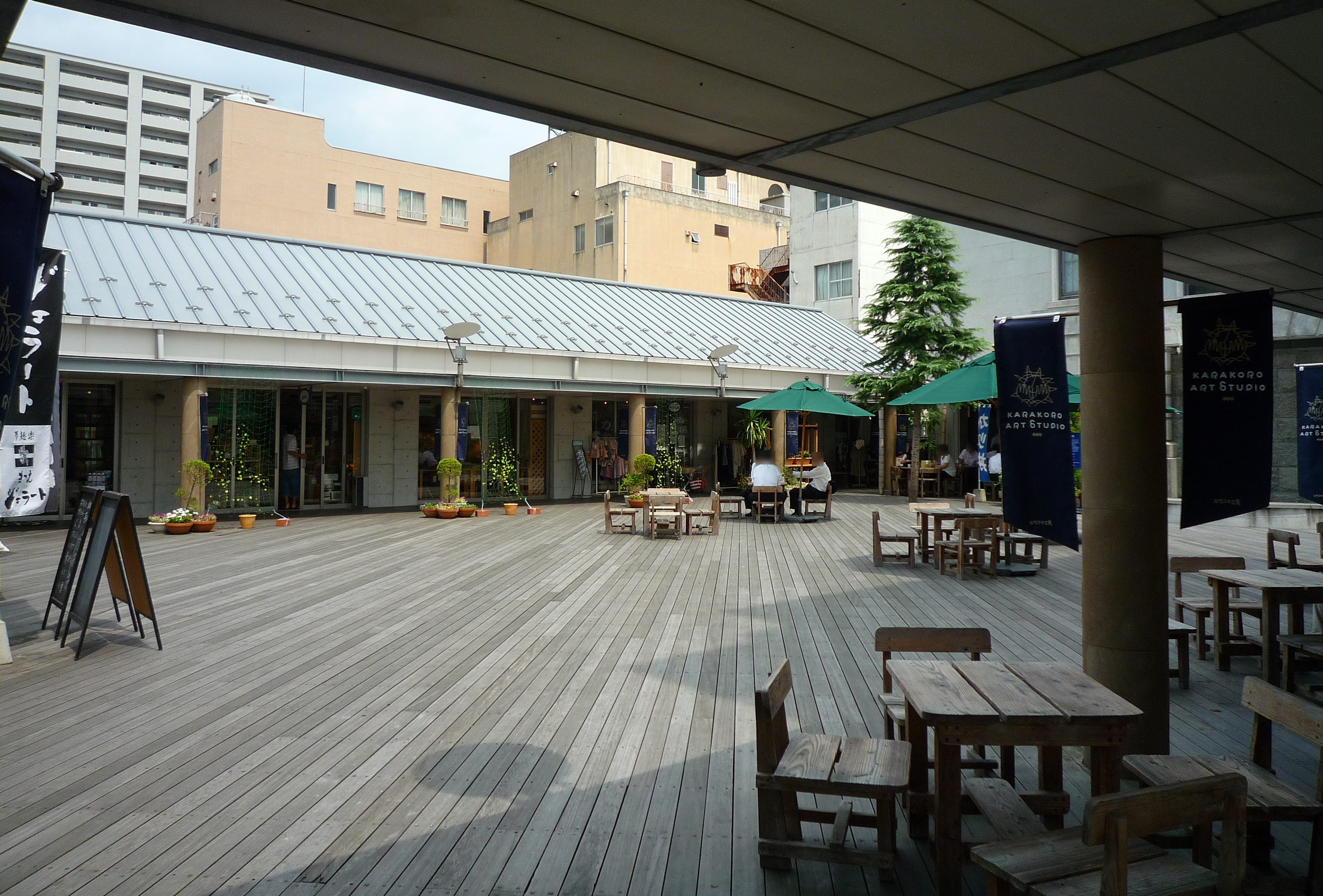
ガーデンテラス
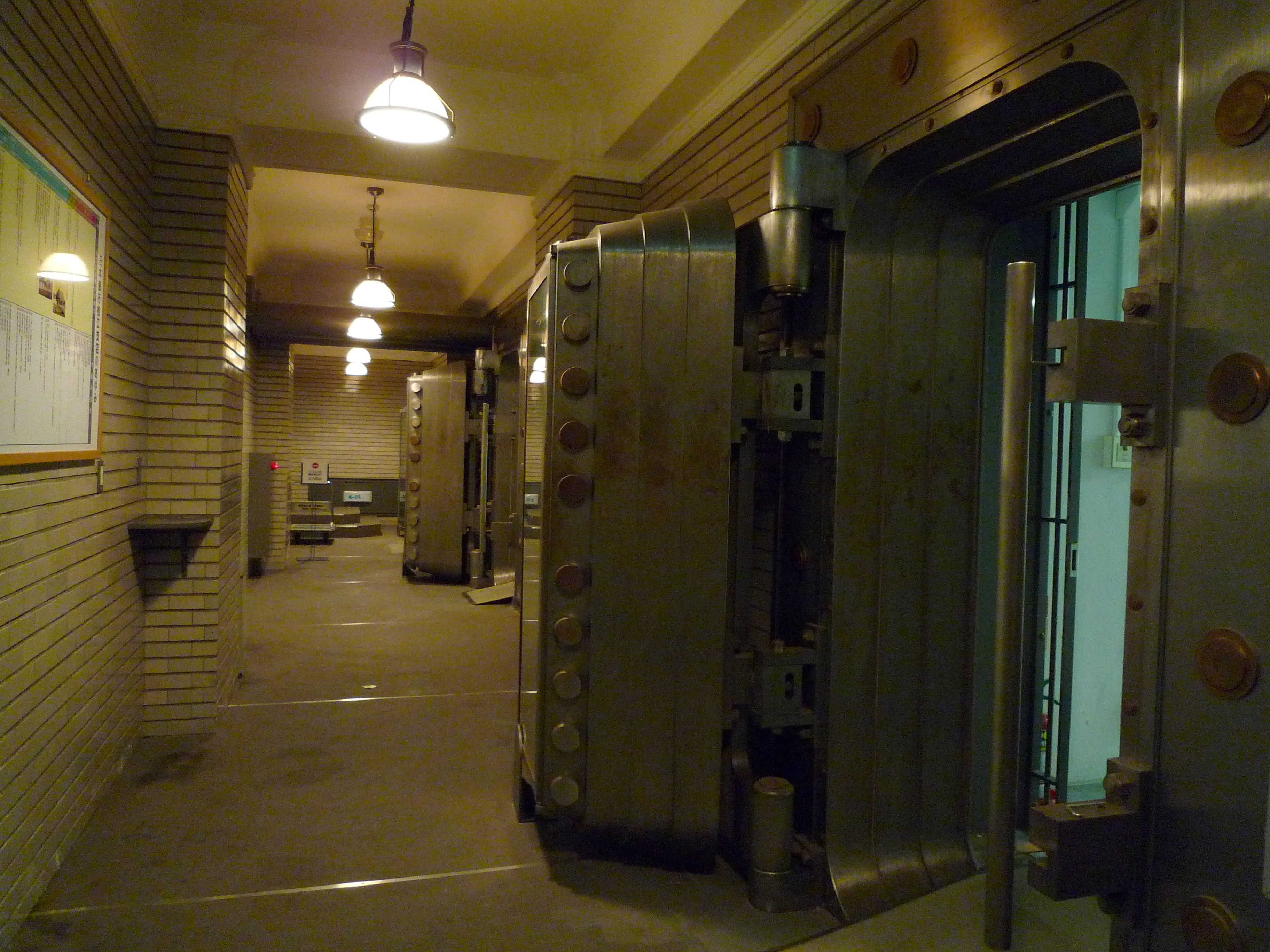
地下大金庫
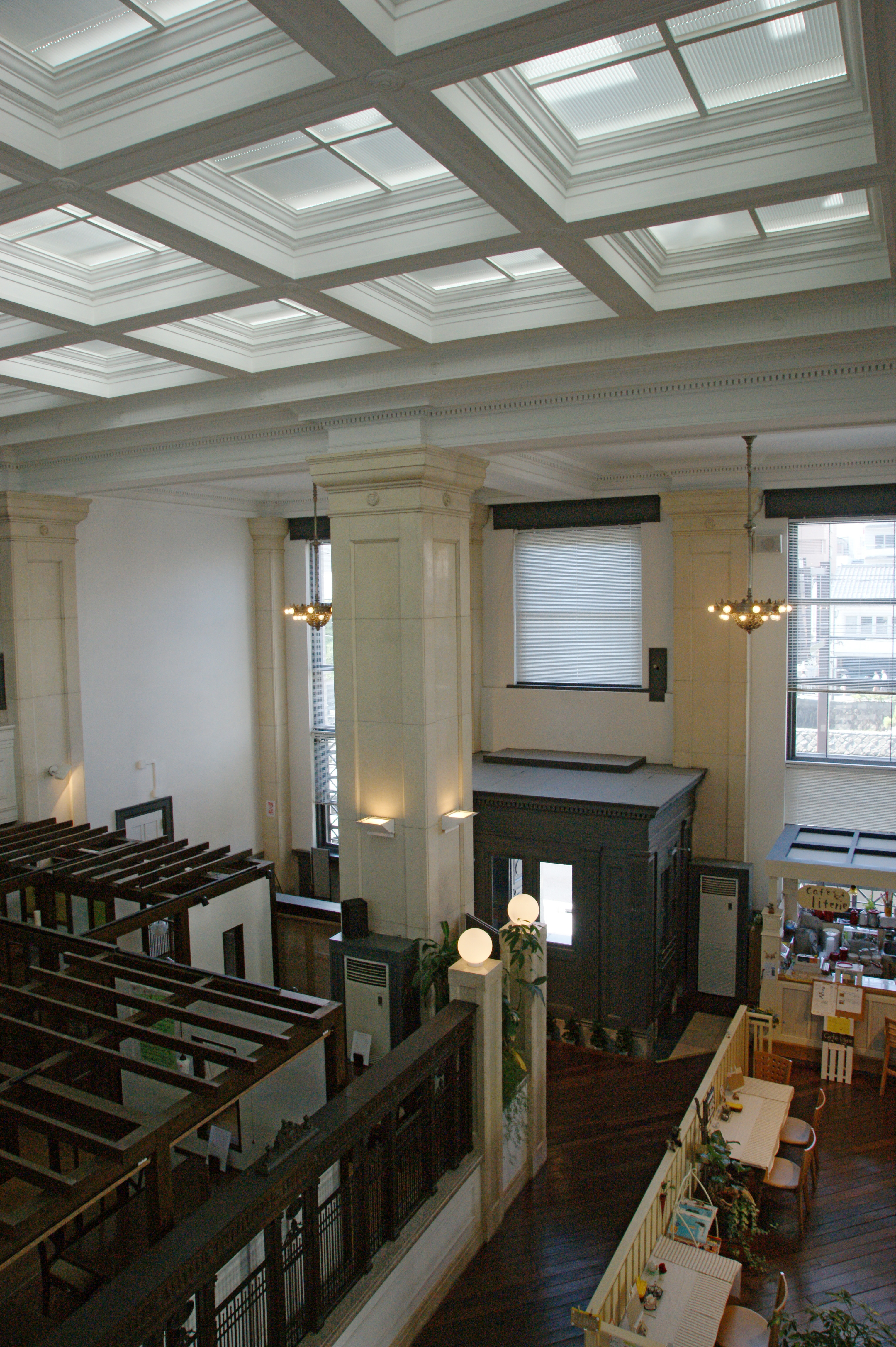
エントランスホール

## 営業情報
- 営業時間：9：30～18：30（飲食店は11：00～22：00）
- 定休日：年中無休（工房によっては一部定休日あり）
- 料金：入館無料

## 周辺施設
- 島根県庁
- 松江城
- 島根県民会館

## 交通アクセス
- JR山陰本線 松江駅より路線バスで約8分、「京橋」バス停下車。
- ぐるっと松江レイクライン「カラコロ工房前」バス停下車。
- 堀川遊覧船カラコロ広場乗船場より徒歩で約3分。